# Águas Belas (Sabugal)
Águas Belas ist eine Gemeinde (Freguesia) im portugiesischen Kreis Sabugal. In ihr leben 167 Einwohner (Stand 19. April 2021).